# Радошина
Радошина (словац. Radošina, с 1928 по 1947 годы написание Radošiná, нем. Radoschin, венг. Radosna) — село в Словакии. Расположено в Нитранском крае, в юго-западной части Топольчанского округа, на границе горного массива Поважский Иновец и Нитранской возвышенности. Село находится на высоте 216 метров над уровнем моря, площадь его кадастровой территории — 3 438 га. Население на 2011 год — 2013 человек. Согласно регионально-геоморфологическому делению, село относится к единице «Поважский Иновец» и субъединицам «Крагулчье-Врхи» и «Иновецкое предгорье». Наивысшая точка — Маргат — расположена на высоте 749 метров над уровнем моря.
В селе есть Римско-католическая церковь Святой Троицы (с 1636 года).

## История села
Село Радошина было заселено в эпоху среднего палеолита, о чём свидетельствуют находки в пещере Чёртова печь.
Уже во времена раннего средневековья через село проходили важные междугородние пути.
Название села, вероятнее всего, происходит от названия реки, которая впервые упоминается в акте 1249 года как Радусна (Radusna). В 13 веке Радошина стала довольно многолюдной. В 14 веке село принадлежало епископству Нитра. В середине 16 века Радошина упоминается уже как небольшой город — Oppidum.
В Радошинском регионе много культурных достопримечательностей. Радошина также славится вином; истоки местного виноградарства восходят к 15 веку. В 19 веке начало развиваться семеноводство. Были достигнуты высокие результаты в выращивании ячменя и винограда, известного как Радошинский Клевнер (впервые высажен в 1921 году). Это вино даже разливалось на свадьбе королевы Елизаветы и английская марка этого вина считается одной из самых популярных марок вин в мире.
Регион является крупным источником воды и снабжает питьевой водой соседние районы.

## Население
| Год:                | 1994 | 2004    | 2014    | 2024    |
| ------------------- | ---- | ------- | ------- | ------- |
| Количество человек: | 2025 | 1975    | 1963    | 1855    |
| Разница:            |      | −2,46 % | −0,60 % | −5,50 % |

## Уроженцы Радошины
- Карол Андел (1897 – 1977), археолог, этнограф и нотариус[5]
- Катарина Колникова (1921 – 2006), актриса
- Людмила Цвенгрошова (род. 1937), скульптор и чеканщица медалей
- Станислав Штепка (род. 1944), писатель